# 2nd Light Armored Reconnaissance Battalion
Le 2nd Light Armored Reconnaissance Battalion (2nd LAR) (littéralement le « 2e Bataillon de reconnaissance blindée léger ») est un bataillon de reconnaissance blindée de l'United States Marine Corps. Il fait partie de la 2e division des Marines et de la II Marine Expeditionary Force. L'unité est stationnée sur la Marine Corps Base Camp Lejeune en Caroline du Nord.

## Historique

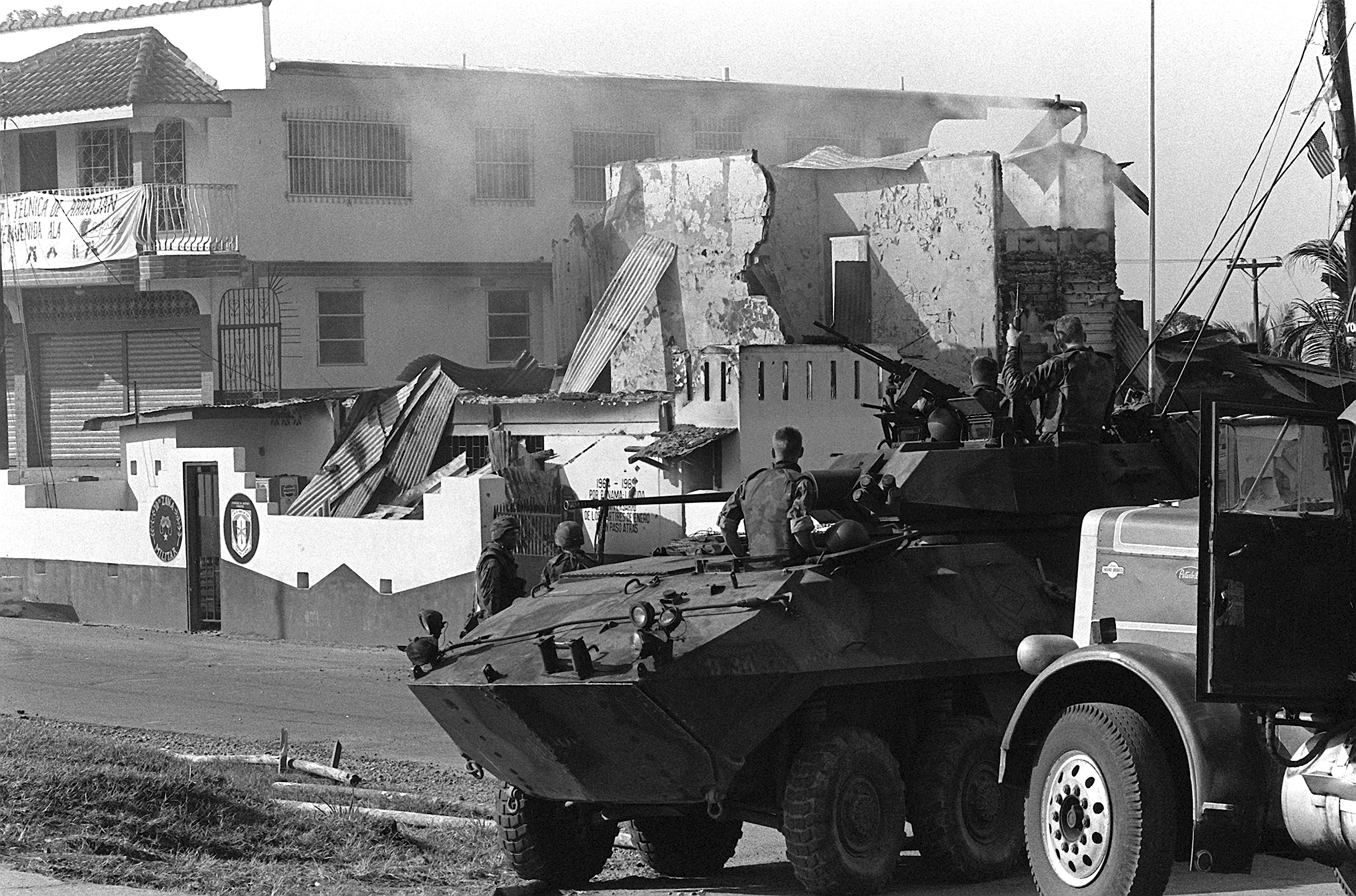
Un LAV-25 du 2nd Light Armored Infantry Battalion, le 20 décembre 1989, lors de l'invasion du Panama par les États-Unis.

La première unité de véhicules blindés légers LAV-25 à être activée a été le 2e bataillon de VBL (2nd LAV Battalion), au Camp Lejeune, en Caroline du Nord, en mai 1985 qui a commencé à recevoir ses premiers VBL en juin 1984. Le bataillon a subi plusieurs changements de nom pour devenir le 2e bataillon d'infanterie blindée légère (2nd Light Armored Infantry Battalion) en 1988 puis en 1994 le 2e bataillon de reconnaissance blindée légère. Cela a été fait pour mieux refléter les capacités, la mission et le but des bataillons équipés de LAV-25.
Sa première opération de combat à l'invasion du Panama par les États-Unis en décembre 1989.

## Structure
Le 2nd Light Armored Reconnaissance Battalion comprend cinq compagnies : H&S Company (Striker), Alpha Company (Apache), Bravo Company (Black Knights), Charlie Company (Gunfighters) et Delta Company (Outlaws).
En date de 2009, son organigramme comprend 139 LAV-25, son principal véhicule depuis sa création :
- LAV-25 (light armored vehicle-25 millimeter) - version de base armé d'un canon M242 Bushmaster de calibre 25 mm, 74 par bataillon de reconnaissance blindée
- LAV-AT (light armored vehicle-antitank) - version armé de missiles antichar BGM-71 TOW, 20 par bataillon
- LAV-L (light armored vehicle-logistics) - logistique, 19 par bataillon
- LAV-M (light armored vehicle-mortar) - version armé d'un mortier de 81 mm approvisionné à 99 obus, 10 par bataillon
- LAV-C2 (light armored vehicle-command and control) - véhicule de commandement, 9 par bataillon
- LAV-R (light armored vehicle-recovery) - Récupération/dépannage, 7 par bataillon

Et peut disposer de LAV-MEWSS (Mobile Electronic Warfare Support System) de guerre électronique.

## Décorations
| Ruban | Décoration d'unité                          |
| ----- | ------------------------------------------- |
|       | Presidential Unit Citation                  |
|       | Navy Unit Commendation                      |
|       | Meritorious Unit Commendation               |
|       | National Defense Service Medal              |
|       | Southwest Asia Service Medal                |
|       | Afghanistan Campaign Medal                  |
|       | Iraq Campaign Medal                         |
|       | Global War on Terrorism Expeditionary Medal |
|       | Global War on Terrorism Service Medal       |

## Annexe